# Emirates Club
Emirates Club – klub piłkarski, pochodzący ze Zjednoczonych Emiratów Arabskich, występujący w rozgrywkach UAE Football League, z siedzibą w mieście Ras al-Chajma.

## Sukcesy
- Puchar Prezydenta
  - zwycięstwo (1): 2010
- Superpuchar Zjednoczonych Emiratów Arabskich
  - zwycięstwo (1): 2010

## Skład na sezon 2017/2018
| Nr | Poz. | Piłkarz                 |
| -- | ---- | ----------------------- |
| 1  | BR   | Ahmed Al-Shaji          |
| 2  | OB   | Ali Mostafa             |
| 3  | OB   | Ahmed Mohammed Malallah |
| 5  | OB   | Khaled Shamarikh        |
| 6  | PO   | Park Jong-woo           |
| 8  | PO   | Al Hussain Saleh        |
| 9  | NA   | Ahmed Malallah          |
| 10 | PO   | Hassan Abdurahman       |
| 11 | PO   | Youssef Kalfa           |
| 12 | OB   | Sultan Hussain          |
| 13 | BR   | Ali Saeed Saqer         |
| 17 | NA   | Abdelghani Mouaoui      |

| Nr | Poz. | Piłkarz           |
| -- | ---- | ----------------- |
| 21 | NA   | Saeed Al-Ghafri   |
| 22 | BR   | Ismail Rabee      |
| 23 | OB   | Saad Surour       |
| 24 | PO   | Khaled Amber      |
| 26 | OB   | Omar Ahmed Rashed |
| 30 | OB   | Abdullah Mohammed |
| 33 | PO   | Marwan Mohammed   |
| 55 | BR   | Mohammed Al-Barq  |
| 66 | OB   | Ali Rabee         |
| 77 | PO   | Eisa Ali          |
| 80 | PO   | Khaled Khamis     |